# Tục thờ nước

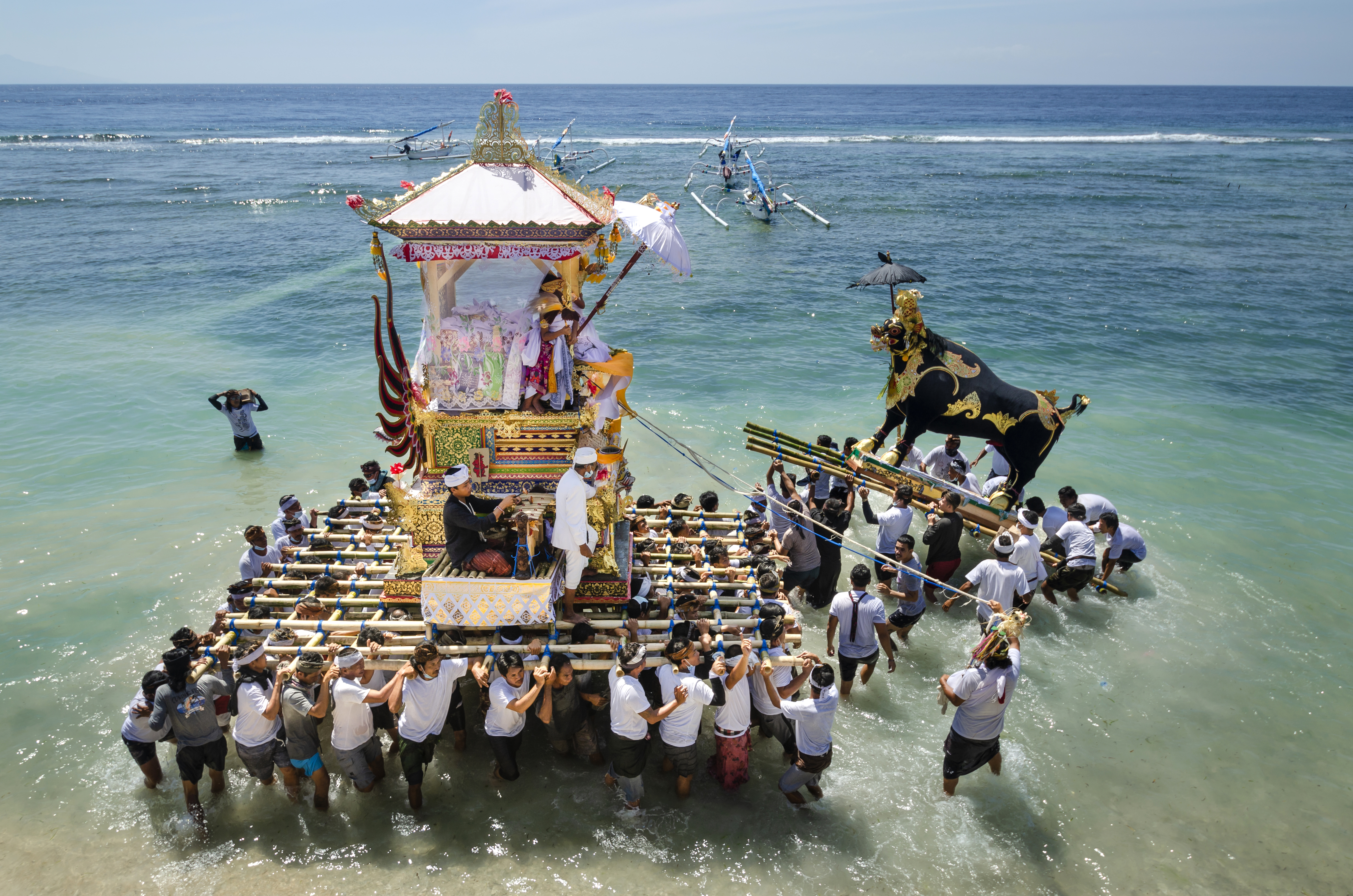
Lễ hội cúng thủy thần ở Bali

Tục thờ nước hay tín ngưỡng thờ nước là việc cúng bái, phụng thờ các yếu tố biểu tượng nước (thủy) vốn là một dạng tín ngưỡng sùng bái tự nhiên sau được nâng cấp và tích hợp vào nhiều tôn giáo. Nước là yếu tố cần thiết để duy trì sự sống, từ xưa, nước và lửa là hai thành phần không thể thiếu cho sự tồn tại và đi suốt với hành trình phát triển của con người (đi kèm với đó là tục thờ nước và tục thờ lửa), với những cư dân sống bằng nông nghiệp, phụ thuộc nhiều vào tự nhiên thì nước càng trở nên quan trọng vì nước không chỉ phục vụ cho nhu cầu cơ thể, nước còn làm cho mùa màng tốt tươi, vạn vật sinh sôi, làng quê trù phú, cho nên lịch sử của các nền văn minh trên thế giới đều khởi phát từ các dòng sông là khởi phát từ nguồn nước. Tục thờ thần sông (thuỷ thần) vốn là tín ngưỡng bản địa của cộng đồng cư dân nông nghiệp sinh sống dọc theo các con sông lớn. Nước có vai trò quan trọng trong cuộc sống, trong tôn giáo nước được coi là chất liệu thánh thiêng cho Nghi thức thanh tẩy ở hầu hết các tôn giáo.

## Biểu hiện

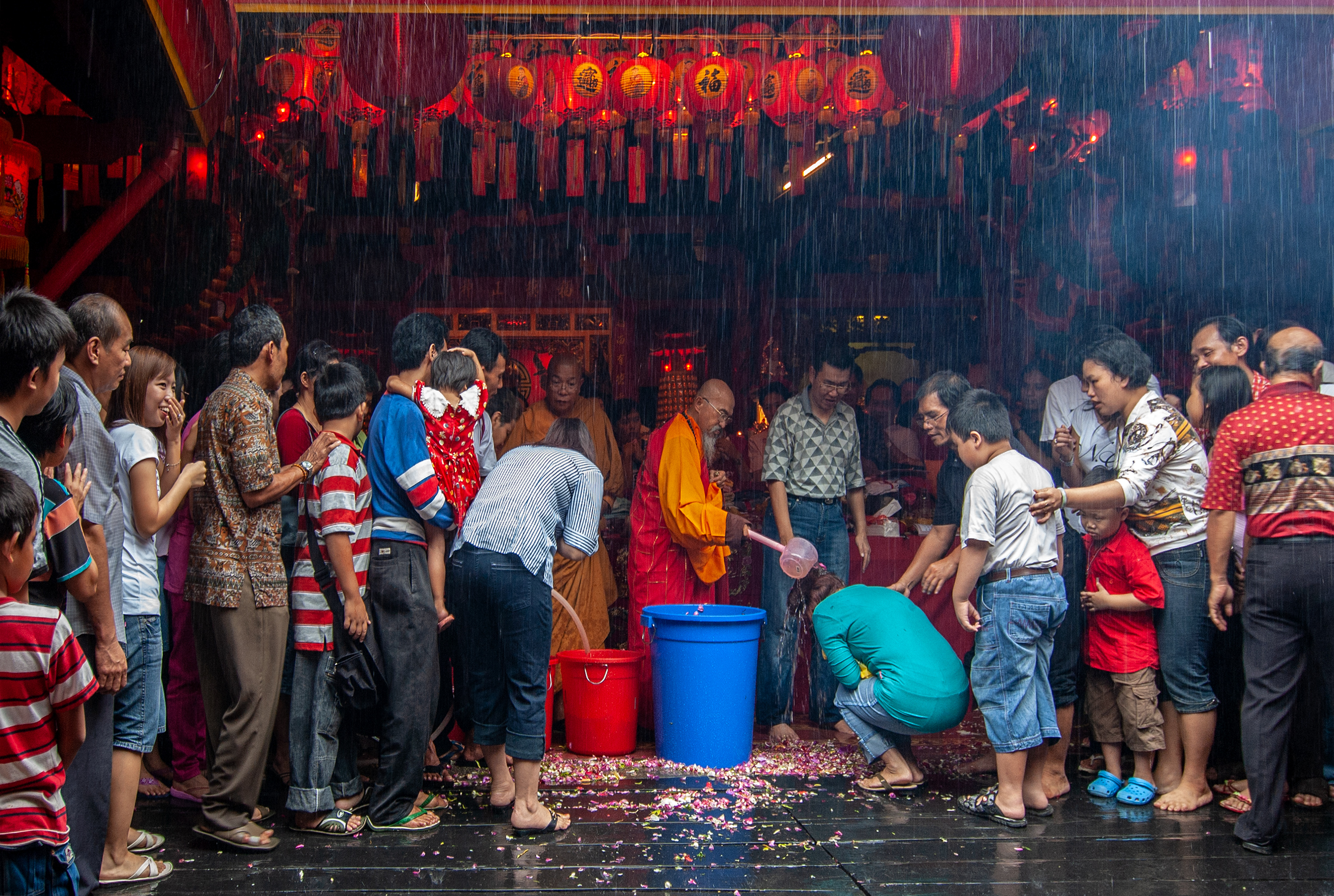
Ban nước thánh ở chùa

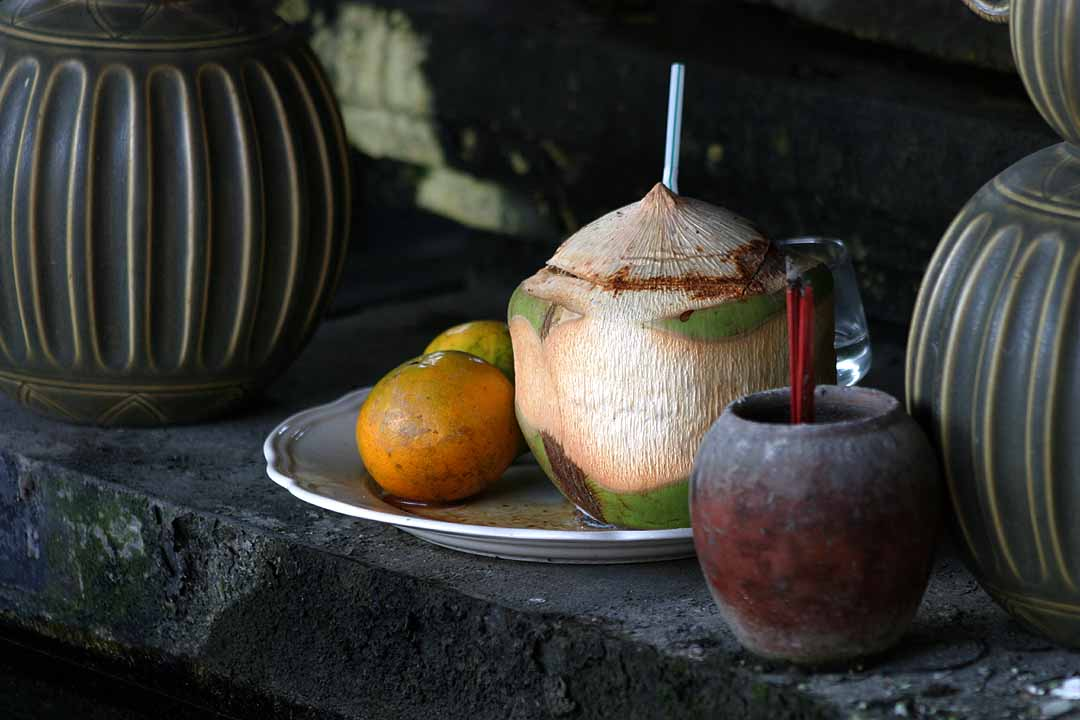
Đồ cúng ở Thái Lan

Một số tín ngưỡng tôn giáo sử dụng nước được pha chế đặc biệt cho mục đích tôn giáo (cụ thể như nước thánh được sử dụng trong hầu hết các giáo phái Thiên chúa giáo, mambuha trong Mandaeism, nước Cam Lồ trong đạo Sikh, Phật giáo và Ấn Độ giáo). Nhiều tôn giáo cũng coi những nguồn hoặc vùng nước thiêng liêng (vùng nước thiêng) hoặc ít nhất là đem đến điều tốt lành như nước Lourdes (nước Lộ Đắc) trong Công giáo La Mã, sông Jordan (mang tính biểu tượng) trong một số nhà thờ Thiên chúa giáo và Chủ nghĩa Mandae được gọi là Yardena và sông Hằng trong Ấn Độ giáo với sự hiện diện của nữ thần sông Hằng. Các tín ngưỡng kết hợp nghi lễ rửa tội (Nghi lễ thanh tẩy) bao gồm Cơ Đốc giáo và các tôn giáo khác, trong Cơ Đốc giáo còn có Lễ Hiển Linh với nghi thức tắm nước đá (tắm băng).
Với nền kinh tế chủ yếu là nông nghiệp lúa nước, nên nước trở thành biểu tượng thiêng liêng của sự sống, sự sinh sôi nảy nở, đem đến mùa màng bội thu cùng sự no đủ, hạnh phúc và phồn thịnh. Ở Lào, tết cổ truyền của dân tộc được gọi là Bunpimày có nghĩa là bun té nước, từ nhu cầu sản xuất nông nghiệp là cần nước, nên vào ngày tết năm mới, người Lào có tục lệ té nước cầu mưa. Việc té nước là để tẩy rửa những điều không may của năm cũ, đón nhận một năm mới với những điều tốt lành. Sự hỗn dung giữa tín ngưỡng thờ nước và nghi thức Phật đản, có thể thấy rất rõ trong những ngày bunpimày. Người Thái Lan gọi là tết Song kran nghĩa là hội té nước. Ở Campuchia là tết Chôl chnăm thmây (chôl - vào, chnăm - năm, thmây - mới) được tổ chức cùng dịp tết Lào và Thái Lan.
Với người Miến Điện, tết cổ truyền thực chất cũng là tết cầu mưa (Thingyan nghĩa là nước và hoa), hội nước là ngày tết của cả nước Miến Điện. Tại Indonesia, trước năm mới hai ngày, người dân thường mang những tượng thần trong nhà hoặc trong chùa cùng các lễ vật linh thiêng ra bờ sông hay bờ biển, làm lễ tắm rửa cho thần, họ làm nghi lễ xin nước về làm sạch nhà cửa, cơ thể đón năm mới. Còn ở Philippin, ngày tết cổ truyền, người dân kéo nhau ra sông, ra biển tắm với hy vọng dòng nước kia sẽ cuốn trôi đi mọi ưu phiền trong năm cũ và mang những điều mang mắn, hạnh phúc bao phủ khắp cơ thể họ. Trong tín ngưỡng đa thần của người Việt thì trong văn nước được hình tượng hóa thành thủy thần, thần sông, thần giếng, thần rắn để tôn thờ, tri ân, kỳ vọng, cúng bái cầu may. 

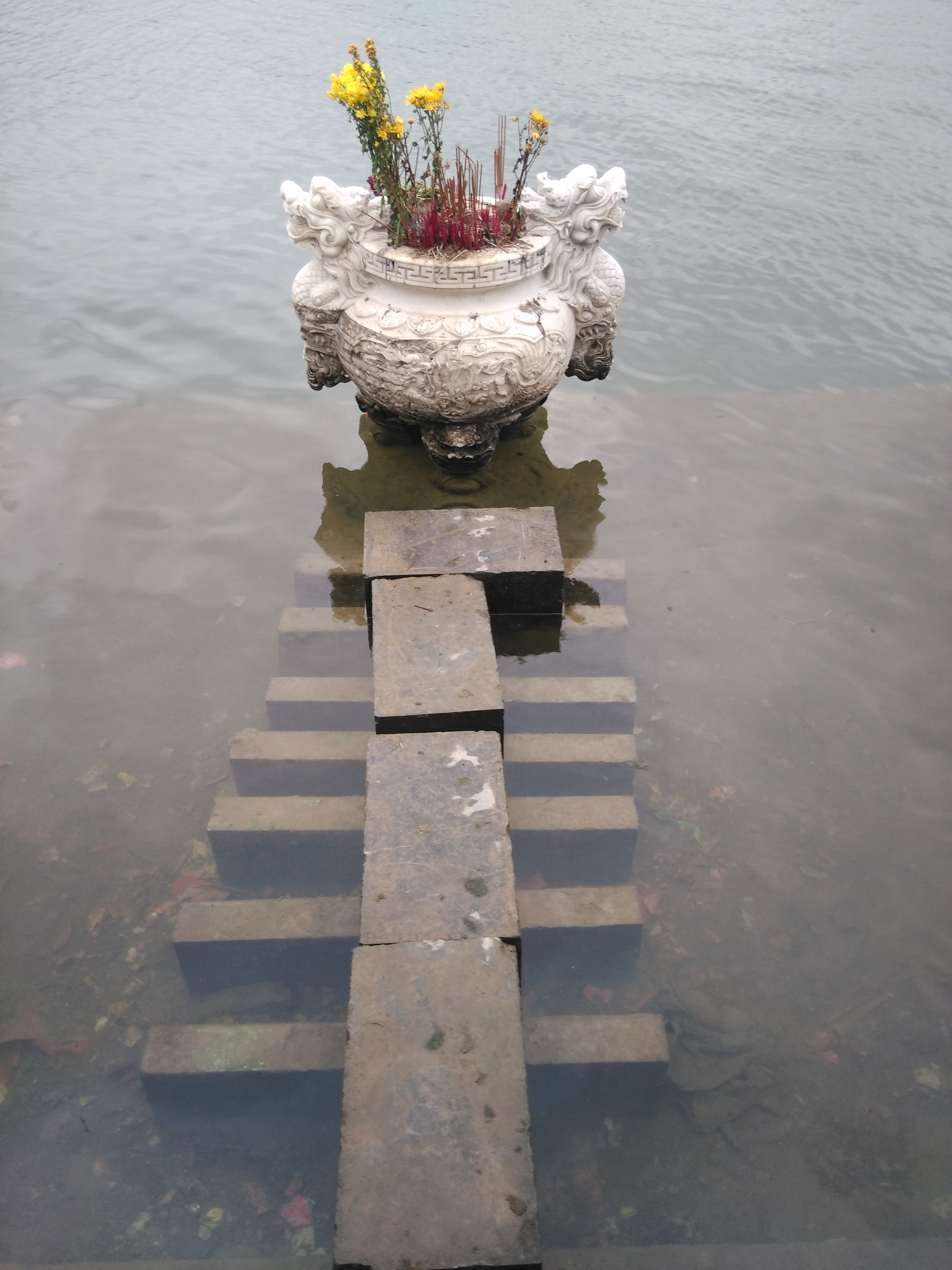
Lư hương thắp cho các Liệt sĩ ở sông Thạch Hãn

Các lễ hội cầu nước và trị thuỷ của người Việt ven sông Hồng gắn bó với các nghi lễ nông nghiệp mà tác giả Maspero đã xếp lễ hội thờ nước vào nhóm lễ hội nông nghiệp. Trong đạo Mẫu của người Việt còn có tục thờ Thủy cung Thánh Mẫu (Mẫu thoải) hay còn gọi là mẹ nước, ngay cả các cư dân ở trên sườn núi, nơi không có nguồn nước nào cả, họ sẽ dùng vôi trắng vẽ vào các khu vực mang tính biểu trưng, vôi trắng do ảnh hưởng văn hóa người Á Đông, ngũ hành thuộc Kim mà Kim sinh Thuỷ, người ta dùng vôi trắng vẽ cây nêu, Kim sinh Thủy để Thủy đó sinh tài. Xuất phát từ quan niệm vạn vật hữu linh, thờ thủy thần là một tục thờ có sớm và phổ biến ở các vùng có địa bàn sông nước, truyền thuyết về các vị thần được thờ trong các đình, đền của Hà Nam, lễ hội, tục thờ các vị thần này thì thấy dấu vết về tục thờ thủy thần khá đậm nét. Tục thờ các vị thần sông nước có ở các đền Lảnh, Cửa Sông, Lê Chân, Vũ Điện, đình Đá Tiên Phong, đền Cửa Sông (còn gọi là đền Tam Giang, đền Cô Bơ, đền Mẫu Thoải) ở thôn Yên Lạc, xã Mộc Nam, huyện Duy Tiên. Tại chùa Tam Chúc có thực hành Lễ rước nước là nghi lễ để dâng nước lễ Phật, lễ Thánh cầu năm mới mưa thuận gió hòa, mùa màng bội thu, cuộc sống bình an, hạnh phúc. Nước được lấy từ nơi sâu nhất trong lòng hồ, là nguồn nước sạch nhất, đổ đầy vào các bình gốm và được rước từ hồ Tam Chúc lên chùa Ngọc gọi là Đàn Tế Trời, tọa lạc trên đỉnh ngọn Thất Tinh. Các bình nước được đưa lên xe rước, đặt tại nhiều địa điểm.

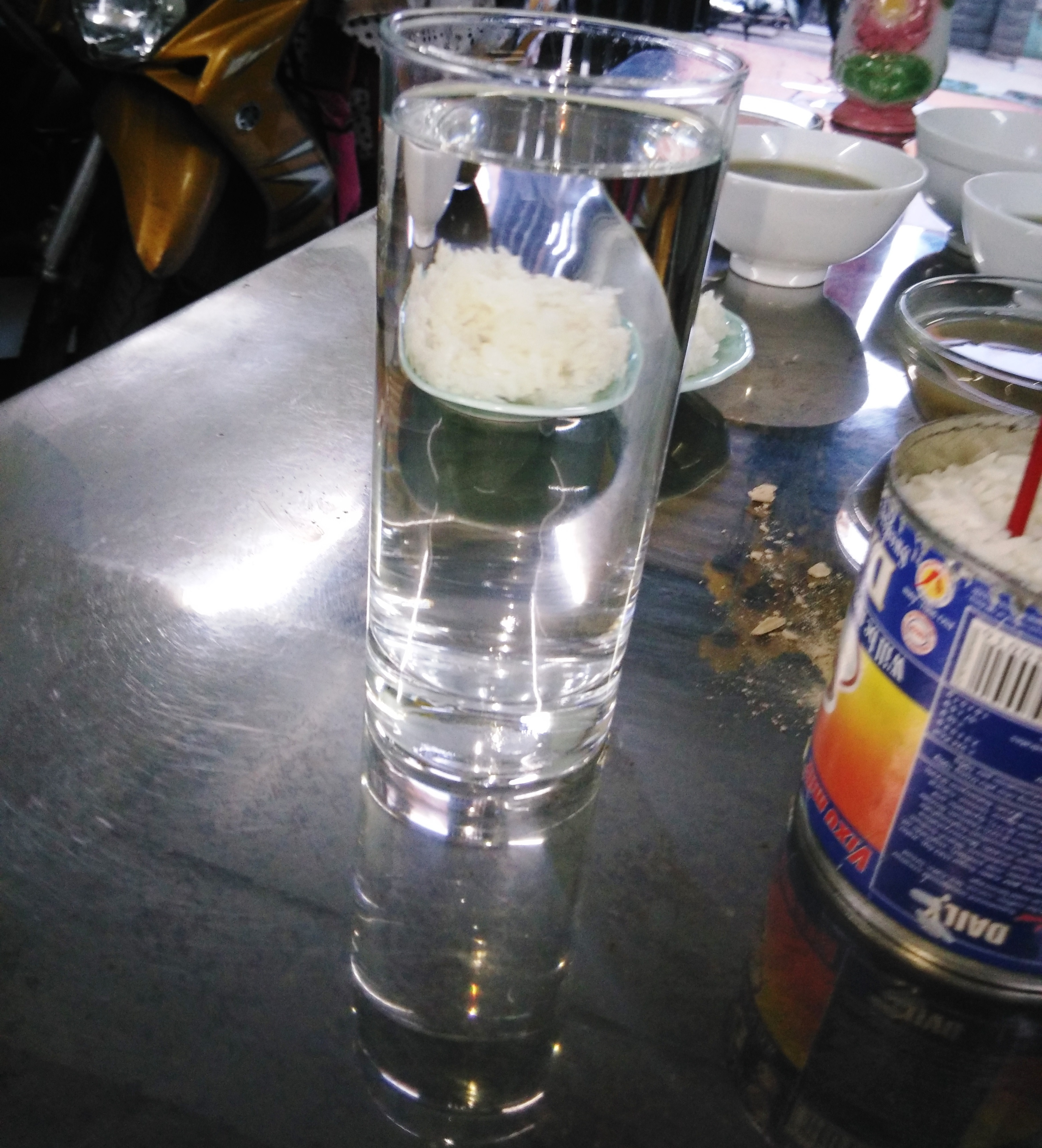
Ly nước cúng trong một lễ cúng

Tục thờ Thần nước hay các mó nước vào ngày mùng một Tết âm lịch của dân tộc Tày được thấy ở nhiều vùng với biểu hiện bằng các miếu thờ thần nước. Với quan niệm vạn vật hữu linh, thì người Tày, người Nùng ở Cao Bằng có tục thờ thần sông nước cũng có sớm và phổ biến ở các vùng có sông, suối chảy qua, là tín ngưỡng cổ xưa của người Tày, Nùng ở Cao Bằng. Tục thờ thủy thần (thần sông nước), thờ thần sông Kỳ Cùng là tín ngưỡng văn hóa tồn tại phổ biến trong đời sống tinh thần của người dân Xứ Lạng là tín ngưỡng dân gian bản địa, ăn sâu vào đời sống văn hóa tâm linh của đại đa số người dân Xứ Lạng, tục thờ rắn và tín ngưỡng thờ thần Sông có ở cộng đồng cư dân nông nghiệp sinh sống dọc sông Kỳ Cùng. Tục thờ thủy thần (thần sông nước) là nét văn hóa tín ngưỡng có sớm và phổ biến tại các vùng có địa bàn sông nước ở Bắc Giang. Dọc ven sông Cầu, sông Thương và sông Lục Nam, trong các di tích đình, đền còn bảo lưu được nhiều tục thờ nước, hình tượng vị thần được hoài thai từ con rắn cũng là hình ảnh phổ biến về các vị thủy thần ở nhiều vùng sông nước.
Người Pà Thẻn từ nhiều năm nay có tục lệ thờ bát nước lã trên bàn thờ tổ tiên, bên trên bát nước lã này được úp một chiếc đĩa nếu bát nước cạn có nghĩa gia đình sẽ gặp điều không may mắn. Vai trò quan trọng của nước là cơ sở hình thành nên tín ngưỡng thờ nước và các lễ hội cúng thần nước của các dân tộc Việt Nam và đồng bào dân tộc khu vực Tây Bắc. Tín ngưỡng thờ nước của đồng bào Thái đen được thể hiện qua tục cúng thần sông trong lễ hội xên mường, xên bản, lễ hội Kin Pang Then của đồng bào Thái trắng có tục té nước diễn ra cuối phần lễ. Người khơ mú lại tổ chức lễ cầu mưa, hay lễ tra hạt trước mùa nương rẫy. Dân tộc Lào cũng có lễ hội cầu mưa, với tục đi xin mưa và cúng thần sông nước. Trong các lễ hội này, thần sông, thần mưa luôn được sùng bái. Tín ngưỡng sùng bái thần nước không chỉ tồn tại trong tập quán của các cộng đồng dân tộc sinh sống ở miền núi Tây Bắc. Tín ngưỡng này còn thể hiện qua các tập quán khác nhau ở nhiều vùng, miền.
Tục cúng giếng vào ngày đầu năm, cúng thần sông, thần suối hàng năm vẫn còn tồn tại là biểu hiện đời sống tâm linh của người dân về sự khởi nguồn của cuộc sống. Ở vùng nông thôn Phú Yên, vào ngày đầu năm, thời điểm kết thúc một năm cũ, chuyển sang một chu kỳ thời gian mới là mọi nhà đều cúng giếng, Lễ cúng giếng (giếng thánh) cũng đơn giản, không cầu kỳ nhưng trang trọng. Không chỉ người Kinh ở đồng bằng mới có tục cúng giếng là cúng nguồn nước trong ngày đầu năm mới, đối với đồng bào các dân tộc thiểu số, tục cúng nguồn nước tác động đến đời sống tâm linh trong hệ thống lễ tục, tục cúng nước đầu năm mới và cúng thần sông, thần suối hàng năm hàm chứa ý nghĩa cầu mong cho có nguồn nước mát lành, may mắn, là vọng nhớ về sự khởi nguồn cuộc sống. Trong tín ngưỡng thờ thần của người Việt, các thần sông nước xuất hiện đa dạng trong các tích sử, nhưng đều có nét chung là những phúc thần, có công giúp nhân dân trong vùng làm ăn, sinh sống. Việc thờ cúng trên sông nước đã trở thành một nét độc đáo trong văn hóa của người Việt Nam, ở miền Tây thì ơi nào có đánh bắt, có người làm nghề hạ bạc, nơi đó có thờ cúng., vào dịp diễn ra các lễ, hội truyền thống hằng năm của người dân vùng đồng bằng sông Cửu Long đều có những nghi lễ thờ cúng thần nước trên sông, ven biển và nghi lễ này đã trở thành nét tín ngưỡng.